# فيرولي
فيرولي، (بالإنجليزية: Veroli)‏، (سردينيا: Verulae)، هي بلدية في مقاطعة فروزينوني، لاتسيو، وسط إيطاليا، في الوادي اللاتيني.

## السكان
في سنة 1871 بلغ عدد السكان 11٬474 نسمة، وتطور العدد ليصل في سنة 2011 لـ 20٬763 نسمة.
يظهر هذا المخطط البياني تطور النمو السكاني لـ فيرولي